# Alexéi Grishin
Alexéi Grishin –en ruso, Алексей Гришин; en bielorruso, Аляксей Грышын, Aliaxéi Hryshyn– (Minsk, 18 de junio de 1979) es un deportista bielorruso que compitió en esquí acrobático, especialista en la prueba de salto aéreo.
Participó en cinco Juegos Olímpicos de Invierno, entre los años 1998 y 2014, obteniendo en total dos medallas, oro en Vancouver 2010 y bronce en Salt Lake City 2002, ambas en la prueba de salto aéreo.
Ganó tres medallas en el Campeonato Mundial de Esquí Acrobático entre los años 2001 y 2005.

## Medallero internacional
| Juegos Olímpicos   | Juegos Olímpicos                | Juegos Olímpicos  | Juegos Olímpicos |
| Año                | Lugar                           | Medalla           | Competición      |
| ------------------ | ------------------------------- | ----------------- | ---------------- |
| 2002               | Salt Lake City (Estados Unidos) | Medalla de bronce | Salto aéreo      |
| 2010               | Vancouver (Canadá)              | Medalla de oro    | Salto aéreo      |
| Campeonato Mundial |                                 |                   |                  |
| Año                | Lugar                           | Medalla           | Competición      |
| 2001               | Whistler (Canadá)               | Medalla de oro    | Salto aéreo      |
| 2003               | Deer Valley (Estados Unidos)    | Medalla de plata  | Salto aéreo      |
| 2005               | Ruka (Finlandia)                | Medalla de bronce | Salto aéreo      |